# Roger Mayorga
Róger Mayorga Gutiérrez (Managua, 10 de julio de 1946-5 de octubre de 2019) fue un futbolista profesional nicaragüense, considerado como el mejor guardameta en la historia del fútbol en Nicaragua y uno de los mejores a nivel centroamericano. Es considerado como uno de los diez mejores porteros de la historia de la Liga Nacional de Honduras.

## Biografía
Sus padres fueron Bienvenida Mayorga y Julio Gutiérrez. Vivía con su familia en Arizona, con su familia en Nueva York. Falleció en Managua el 5 de octubre de 2019 a los 73 años de la edad debido a un ataque cardíaco. 
Tuvo un largo período con el FC Motagua, para quien jugaría 123 juegos y jugó para la Universidad, Marathón y Super Estrella de Danlí en Honduras. Se retiró a los 38 años.
Tiene el récord de la mayor cantidad de hojas limpias sucesivas en la liga hondureña, 10 partidos sin goles concedidos entre el 22 de febrero de 1976 y el 9 de mayo de 1976. 
Mayorga mantiene un récord de 838 minutos sin recibir un gol para el FC Motagua en 1976.

## Sus equipos
Militó en equipos profesionales como 
- América de Cali en Colombia (1966)
- Aurora F.C. en Guatemala (1967-1969)
- C.D. Águila en El Salvador (1969)
- C.D. Motagua (1970-1978)
- Pumas de UNAH o Universidad (1979-1980)
- C.D. Marathón (1980)
- Super Estrella de Danlí en Honduras

En su país natal, jugó en los equipos Dínamo FC, Rincón Español, Milca Roja y Flor de Caña FC.

## Carrera deportiva

### Títulos
| Temporada            | Equipo                      | Título                               |
| -------------------- | --------------------------- | ------------------------------------ |
| 1967                 | Flor de Caña FC             | Primera División de Nicaragua        |
| 1967-68              | Aurora F.C.                 | Liga Nacional de Fútbol de Guatemala |
| 1968-69 (Segundo)    | Aurora F.C.                 | Liga Nacional de Fútbol de Guatemala |
| 1970                 | C.D. Motagua                | Liga Nacional de Fútbol de Honduras  |
| 1973                 | C.D. Motagua                | Liga Nacional de Fútbol de Honduras  |
| 1974, 1976 (Segundo) | C.D. Motagua                | Liga Nacional de Fútbol de Honduras  |
| 1979 (Segundo)       | Pumas de UNAH o Universidad | Liga Nacional de Fútbol de Honduras  |
| 1980 (Segundo)       | Pumas de UNAH o Universidad | Copa de Campeones de la Concacaf     |
| 1980 (Segundo)       | C.D. Marathón               | Liga Nacional de Fútbol de Honduras  |

## Salón de la Fama del Deporte Nicaragüense
El 2 de agosto de 1994 se realizó la ceremonia de su ingreso al Salón de la Fama del Deporte Nicaragüense.
En el año 2001 fue reconocido como el «Atleta del siglo XX» en el fútbol nicaragüense.